# وستون (پنسیلوانیا)
وستون (به انگلیسی: Weston) یک منطقهٔ مسکونی در ایالات متحده آمریکا است که در شهرستان لوزرن، پنسیلوانیا واقع شده‌است. وستون ۱٫۱ کیلومتر مربع مساحت و ۳۲۱ نفر جمعیت دارد.